# Peggle
Peggle ist ein von PopCap Games entwickeltes und veröffentlichtes Arcade-Puzzle-Videospiel. Es wurde erstmals im Jahr 2007 für verschiedene Plattformen veröffentlicht, darunter Microsoft Windows und Xbox Live Arcade. Das Spiel erfreute sich schnell großer Beliebtheit und wurde aufgrund seines süchtig machenden und unterhaltsamen Spielkonzepts weithin bekannt.

## Spielprinzip
In Peggle dreht sich alles um das Abschießen von Kugeln, um farbige Pegs zu entfernen, die auf dem Bildschirm angeordnet sind. Der Spieler übernimmt die Rolle eines "Peggle Masters" und hat das Ziel, alle orangefarbenen Pegs zu beseitigen, um das Level abzuschließen. Dabei stehen ihm eine begrenzte Anzahl von Kugeln zur Verfügung, die er strategisch platzieren und abschießen muss.
Der Spieler feuert die Kugeln von oben auf das Spielfeld ab, das mit verschiedenen Hindernissen gefüllt ist. Die Kugeln prallen von den Pegs ab und können zusätzliche Punkte erzielen, wenn sie bestimmte grüne oder blaue Pegs treffen. Einmal abgeschossene Kugeln fallen nach unten und können weitere Pegs treffen und entfernen. Das ultimative Ziel ist es, die Kugeln so zu schießen, dass möglichst viele Pegs entfernt werden und der Spieler eine hohe Punktzahl erzielt.
Das Spiel bietet verschiedene Power-Ups und Spezialfähigkeiten, die dem Spieler helfen können, schwierige Levels zu bewältigen. Dazu gehören beispielsweise das gezielte Zielen, das Verlängern der Schusslinie oder das Entfernen bestimmter Pegs. Jeder Peggle Master hat auch eine einzigartige Spezialfähigkeit, die während des Spiels aktiviert werden kann.

## Spielmodi
Peggle bietet eine Vielzahl von Spielmodi, die den Spielern verschiedene Herausforderungen bieten. Dazu gehören:
- Abenteuermodus: Der Hauptmodus des Spiels, in dem der Spieler eine Reihe von Levels mit steigendem Schwierigkeitsgrad durchläuft und verschiedene Peggle Masters freischalten kann.
- Herausforderungsmodus: In diesem Modus tritt der Spieler gegen andere Peggle Masters an und versucht, ihre Highscores zu übertreffen.
- Duellmodus: Hier können zwei Spieler gegeneinander antreten und versuchen, mehr Punkte zu erzielen als der Gegner.
- Übungsmodus: Ein Modus, in dem der Spieler bestimmte Levels wiederholt spielen und seine Fähigkeiten verbessern kann.

## Fortsetzungen
Aufgrund des großen Erfolgs von Peggle wurden mehrere Fortsetzungen und Spin-offs entwickelt. Dazu gehören Peggle Nights (2008), das eine neue Sammlung von Levels und Peggle Masters einführte, sowie Peggle 2 (2013), das für Xbox One und andere Plattformen veröffentlicht wurde.
Peggle und dessen Fortsetzungen erfreuten sich bei Spielern aller Altersgruppen großer Beliebtheit. Das Spiel kombiniert geschickt einfache Spielmechaniken mit ansprechender Grafik und einem fesselnden Soundtrack. Es wurde oft als süchtig machendes Spiel beschrieben, da die Spieler immer wieder versuchen wollten, ihre Punktzahlen zu verbessern und schwierige Levels zu meistern.

## Auszeichnungen
Peggle erhielt mehrere Auszeichnungen und Anerkennungen in der Spieleindustrie. Unter anderem wurde es als „Gelegenheitsspiel des Jahres“ bei den Interactive Achievement Awards 2008 ausgezeichnet. Das Spiel wurde auch von Kritikern gelobt und erhielt positive Bewertungen für sein Gameplay und seinen unterhaltsamen Charakter.